# Wesley Gasolina
Wesley David de Oliveira Andrade, meglio noto come Wesley Gasolina o semplicemente Wesley (Retirolândia, 13 marzo 2000), è un calciatore brasiliano, difensore dell'Athletic.

## Caratteristiche tecniche
È un terzino che può giocare su entrambe le sponde, dotato di un'ottima agilità quando si tratta di difendere. Proprio per questo motivo, è soprannominato Gasolina.

## Carriera

### Club

#### Gli inizi
Wesley inizia la sua carriera in patria nelle giovanili del Flamengo. Nell'estate del 2019 viene ingaggiato da svincolato dal Verona. Durante la sua militanza con gli scaligeri, viene convocato per alcune partite di campionato, dove però rimane in panchina.

#### Juventus e prestito al Sion
Nel gennaio 2020 viene acquistato dalla Juventus, che lo inserisce nella rosa dell'Under-23 militante in Serie C. Il 13 gennaio 2021 esordisce con la Vecchia Signora, nell'incontro di Coppa Italia vinto per 3-2 nei tempi supplementari contro il Genoa, uscendo al minuto '88 per Cristiano Ronaldo.
Un mese dopo, viene ceduto in prestito agli svizzeri del Sion fino al termine della stagione. Nel mese di agosto viene confermato per un'altra stagione il prestito alla squadra svizzera.

#### Cruzeiro
L'8 agosto 2022 fa ritorno in patria, trasferendosi a titolo definitivo al Cruzeiro. Al termine della stagione 2024 rimane svincolato.

### Nazionale
Ha giocato nelle nazionali giovanili brasiliane Under-15 ed Under-17.

## Statistiche

### Presenze e reti nei club
Statistiche aggiornate al 9 dicembre 2024.
| Stagione            | Squadra             | Campionato          | Campionato | Campionato | Coppe nazionali | Coppe nazionali | Coppe nazionali | Coppe continentali | Coppe continentali | Coppe continentali | Altre coppe | Altre coppe | Altre coppe | Totale | Totale |
| Stagione            | Squadra             | Comp                | Pres       | Reti       | Comp            | Pres            | Reti            | Comp               | Pres               | Reti               | Comp        | Pres        | Reti        | Pres   | Reti   |
| ------------------- | ------------------- | ------------------- | ---------- | ---------- | --------------- | --------------- | --------------- | ------------------ | ------------------ | ------------------ | ----------- | ----------- | ----------- | ------ | ------ |
| 2019-gen. 2020      | Verona              | A                   | 0          | 0          | CI              | 0               | 0               | -                  | -                  | -                  | -           | -           | -           | 0      | 0      |
| gen.-giu. 2020      | Juventus U23        | C                   | 3+2        | 0          | CI-C            | 1               | 0               | -                  | -                  | -                  | -           | -           | -           | 6      | 0      |
| 2020-feb. 2021      | Juventus U23        | C                   | 7          | 0          | -               | -               | -               | -                  | -                  | -                  | -           | -           | -           | 7      | 0      |
| Totale Juventus U23 | Totale Juventus U23 | Totale Juventus U23 | 10+2       | 0          |                 | 1               | 0               |                    | -                  | -                  |             | -           | -           | 13     | 0      |
| gen.-giu. 2020      | Juventus            | A                   | 0          | 0          | CI              | 0               | 0               | UCL                | 0                  | 0                  | -           | -           | -           | 0      | 0      |
| 2020-feb. 2021      | Juventus            | A                   | 0          | 0          | CI              | 1               | 0               | UCL                | 0                  | 0                  | SI          | 0           | 0           | 1      | 0      |
| Totale Juventus     | Totale Juventus     | Totale Juventus     | 0          | 0          |                 | 1               | 0               |                    | 0                  | 0                  |             | 0           | 0           | 1      | 0      |
| feb.-giu. 2021      | Sion                | ASL                 | 6          | 1          | CS              | 1               | 0               | -                  | -                  | -                  | -           | -           | -           | 7      | 1      |
| 2021-2022           | Sion                | ASL                 | 25         | 3          | CS              | 1               | 0               | -                  | -                  | -                  | -           | -           | -           | 26     | 3      |
| Totale Sion         | Totale Sion         | Totale Sion         | 31         | 4          |                 | 2               | 0               |                    | -                  | -                  |             | -           | -           | 33     | 4      |
| 2022                | Cruzeiro            | MII+B               | 0+9        | 0+0        | CB              | -               | -               | -                  | -                  | -                  | -           | -           | -           | 9      | 0      |
| 2023                | Cruzeiro            | MII+A               | 5+0        | 0+0        | CB              | -               | -               | -                  | -                  | -                  | -           | -           | -           | 5      | 0      |
| 2024                | Cruzeiro            | MII+A               | 8+4        | 1+0        | CB              | 1               | 0               | CS                 | 2                  | 0                  | -           | -           | -           | 15     | 1      |
| Totale Cruzeiro     | Totale Cruzeiro     | Totale Cruzeiro     | 26         | 1          |                 | 1               | 0               |                    | 2                  | 0                  |             | -           | -           | 29     | 1      |
| Totale carriera     | Totale carriera     | Totale carriera     | 69         | 5          |                 | 5               | 0               |                    | 2                  | 0                  |             | 0           | 0           | 75     | 5      |

## Palmarès

### Club

#### Competizioni nazionali
- Coppa Italia Serie C: 1

Juventus U23: 2019-2020
- Campeonato Brasileiro Série B: 1

Cruzeiro: 2022